# Non è mai troppo tardi per avere un'infanzia felice
Non è mai troppo tardi per avere un'infanzia felice è il terzo album del gruppo folk Folkabbestia, pubblicato nel 2003.

## Tracce
1. Benvenuti - 0.29
2. La festa di Gigin - 3.44
3. Alla manifestazione - 3.11
4. Rosa velenosa - 3.20
5. Il topolino - 2.45
6. Qua si campa d'aria - 3.32
7. La risposta ad amando armando - 2.32
8. Io sono qui - 3.21
9. Dalla Moldavia col furgone - 4.10
10. Alla Luciana - 4.03
11. La giostra - 3.25
12. L'ovile delle vanità - 2.37
13. Non è mai troppo tardi per avere un'infanzia felice - 4.00
14. Andersen - 3.20

## Formazione
- Lorenzo Mannarini: voce e chitarra acustica
- Michele Sansone: fisarmonica
- Francesco Fiore: basso elettrico
- Nicola De Liso: batteria
- Giuseppe Porsia: flauto
- Fabio Losito: violino